# Dossiê Cayman

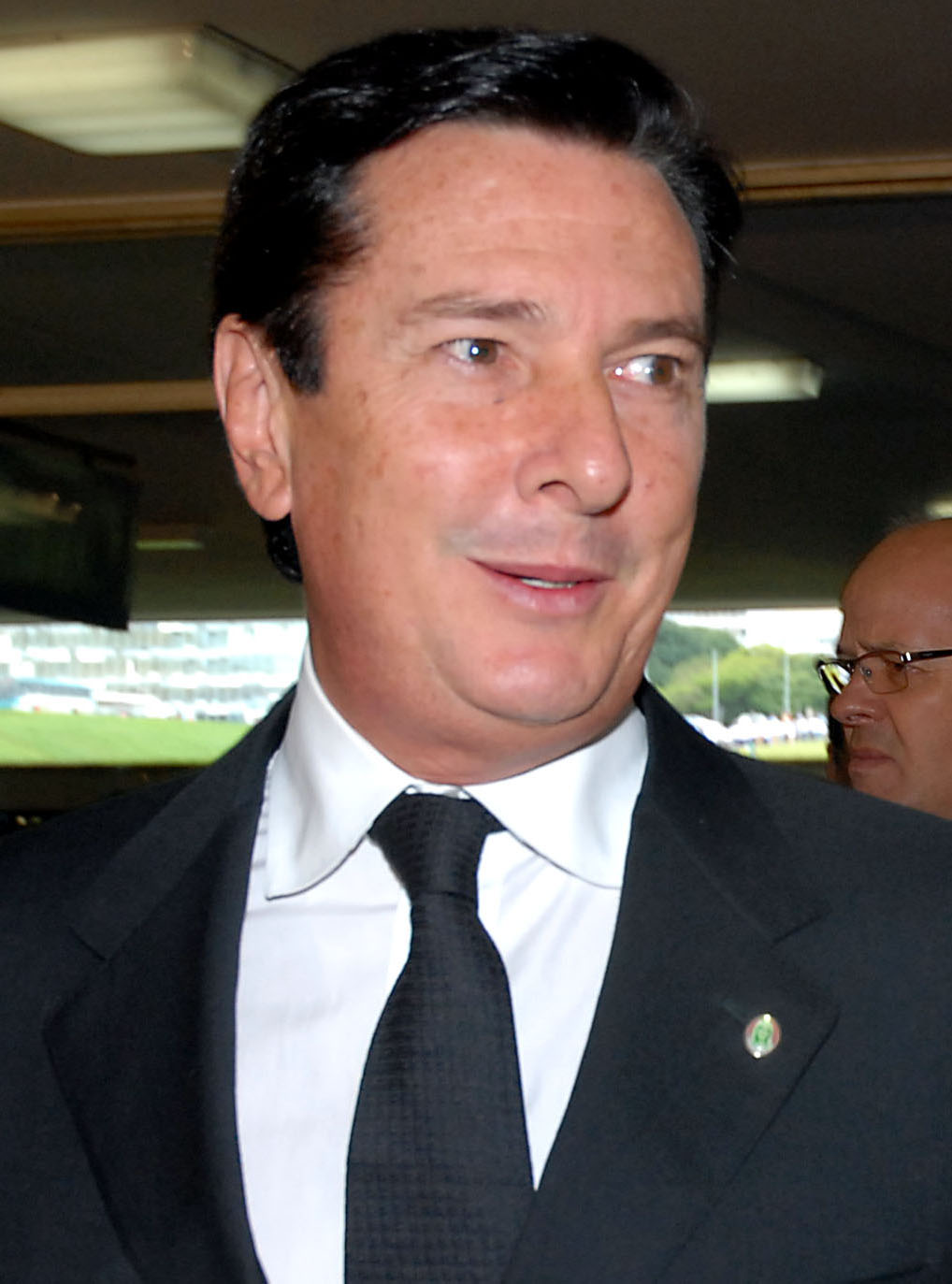
Fernando Collor de Mello, ex-presidente da República, acusado de comprar o Dossiê Cayman.

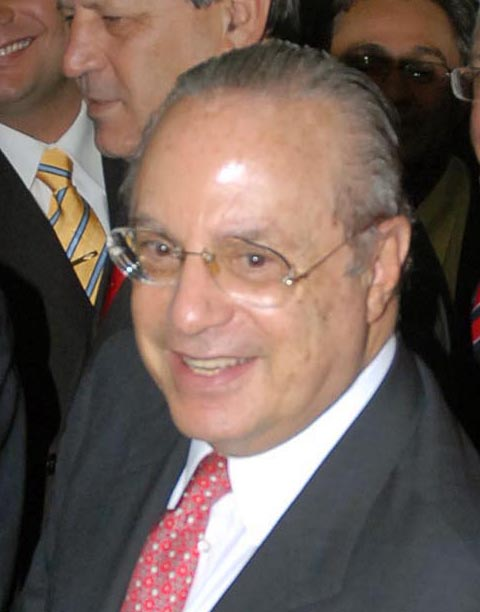
Paulo Maluf também é acusado de ter comprado cópia do dossiê.

O Dossiê Cayman foi um conjunto de documento comprovadamente falsos criado com o objetivo de atribuir crimes inexistentes a políticos e candidatos do PSDB nas eleições brasileiras de 1998. O dossiê atribuía a prática de elisão fiscal aos tucanos Fernando Henrique Cardoso (que se candidatava à reeleição para presidente), Mário Covas (reeleição para governador de São Paulo), José Serra e Sérgio Motta.
Esse dossiê continha informações de que esses candidatos teriam milhões de dólares depositados em paraísos fiscais do Caribe. Investigações posteriores provaram que esse dossiê continha informações forjadas, produzidos por pessoas interessadas em ganhos com a venda do mesmo a adversários políticos dos tucanos acusados. Cópias foram espalhadas e vendidas a candidatos da oposição durante as eleições de 1998. Entre eles, estaria Paulo Maluf (PP), ex-prefeito de São Paulo (1993-1996). O ex-presidente Fernando Collor de Mello (1990-1992) é acusado de, junto com seu irmão Leopoldo, de comprar o dossiê por US$ 2,2 milhão.
Apurou-se que montagem do falso dossiê começou quando os empresários brasileiros residentes em Miami Ney Lemos dos Santos, João Roberto Barusco, Honor Rodrigues da Silva e sua mulher Cláudia Rivieri compraram por US$ 3,2 mil a empresa CH, J & T, aberta em 1994 nas Bahamas pelo advogado americano Robert Allen Junior.
Na papelada, eles colaram uma cópia da assinatura oficial do ex-ministro das Comunicações Sérgio Motta como sendo um dos seus diretores, junto com um sócio fictício chamado Ray Terence, e venderam as fotocópias para Leopoldo Collor e a Luiz Cláudio Ferraz da Silva, amigo da família Collor. Um dos falsificadores, Honor Rodrigues da Silva, chegou a ser preso no México.
O reverendo Caio Fábio D'Araújo Filho, ex-líder evangélico de grande prestígio na época, foi acusado pela Polícia Federal de ser o principal intermediador do esquema. Todavia, por trás de Caio Fábio na organização do dossiê, estariam o empresário paulista Paulo Sérgio Costa, radicado em Miami, e um ex-doleiro, Jamil Degan, radicado em Nova Iorque. Foram eles quem teriam falado ao então reverendo da Igreja Presbiteriana sobre o documento forjado para prejudicar o PSDB, e principalmente seu candidato à presidência, Fernando Henrique Cardoso. Paulo Sérgio Costa era figura conhecida na comunidade brasileira em Miami, inclusive por ser membro da ADHONEP, e próximo ao ex-presidente Fernando Collor, ao qual dava destaque num jornal local de sua propriedade, o "Star". Em novembro de 2011, Caio Fábio foi condenado a quatro anos de prisão por envolvimento no crime. A sentença, da juíza da Justiça Eleitoral Léa Maria Barreiros Duarte, foi posteriormente anulada por decisão do juiz do Tribunal Regional Eleitoral Alexandre David Malfatti, em fevereiro de 2012 